# Parupeneus moffitti
Parupeneus moffitti är en fiskart som beskrevs av Randall och Myers, 1993. Parupeneus moffitti ingår i släktet Parupeneus och familjen mullefiskar. Inga underarter finns listade i Catalogue of Life.